# 2016年高考招生跨省调配事件
2016年高考招生跨省调配事件發生于2016年5月，因中國教育部進行跨省招生的计划引發。该計劃使大批“支援省份”的家長擔心所在省份在2016年招生计划会减少、高考录取率下降。在江蘇省、湖北省等多個城市連續多天分別有家長發動示威抗議該計劃。事件引起中国大陆舆论的激烈讨论及国际媒体的报道。

## 導火線
在4月22日，中國教育部、發改委印發《關於做好2016年普通高等教育招生計劃編制和管理工作的通知》。通知要求，为促进高等教育区域和城乡入学机会公平，2016年將支援中西部地区招生协作计划安排16万人。招生名額由12個省份調出，其中江蘇和湖北省受影響最大，分別須调出38,000個和40,000個招生名額，名額將讓給8個中西部省份和廣東、江西共10個省份。計劃發佈以後，引來大批學生和家長關注，並表示不滿。有家長擔心，計劃會令中西部的學生更容易就能考上支援省份的大學，變相令本地考生升學名額被削減。而在網絡上，計劃也引來許多诸多质疑，有质疑称为什么要在升学竞争激烈的湖北、江苏抽调指标，而不是在北京、上海等教育资源相对优越的地区。

## 維權和持續抗議
2016年5月10日，湖北省武漢市數十名學生家長通过社交媒体集结到湖北省教育廳門口抗議招生計劃。同省孝感市也有家長在教育局門口抗議。
5月11日，江蘇省南京市、连云港市，湖北省武汉市、宜昌市、十堰市、黄冈市、孝感市、襄阳市都出現家長集會抗議示威。在南京的示威，家長和特警發生衝突，有家長被毆打和抓走。
5月12日，江蘇省连云港、淮安，湖北省荆门、襄阳、随州、孝感出現示威抗議。
5月13日，江蘇省南京市數百高考生家長再發動示威抗議招生計劃，多人被警察毆打、抓捕。
5月14日，江苏省南京、淮安、徐州、南通、苏州、盐城、无锡、扬州、泰州、宿迁、常州、连云港、宜兴、溧阳、江阴、常熟16個城市的上萬名家长發動示威，多名家长遭抓捕。在南京的江苏省教育厅门口，近千人家長舉着“反對減招，教育公平”、“還我教育公平等口號”抗議，並集體喊口號表達心聲，警方曾邀請家長進入教育廳會議室座談，但學生家長對座談不感信任，也未能組織到代表進行座談，結果座談沒有進行，不久家長轉到江蘇省人民政府外要求見省長。
5月16日，黑龙江省哈尔滨市家长到省政府抗议，遭警察镇压，多人被抓捕。
5月22日，河南省郑州、洛阳、安阳、许昌、驻马店五市出现示威。

## 官方應對
5月13日，面对突如其来的质疑和抗议，湖北、江蘇省教育部門紧急回應稱，計劃不會導致省內高考各批次的錄取率下降。
5月14日，中國教育部回應稱，支援中西部地区招生协作的计划，是為了“缩小区域发展差距，促进教育公平”所進行的，又表示計劃取得了成果。而协作计划的支援省份的高考录取率、本科录取率高于全国平均水平，並逐年提高，而計劃是以不降低各支援省份的高考录取率、本科录取率为前提的。同日，教育部回应“事态紧急，正研究办法”。
中共江蘇省委辦公廳內部發電《关于在高考招生计划调整集访问题应对处置中切实做好干部职工工作的紧急通知》予下屬單位，文件指出，有黨政機關、國企單位幹部職工參與了抗議活動。文件要求，各大單位要強化宣传引导，要树立“四个意识”，讲清“三个不减少”及“三个确保”，單位要教育干部遵纪守法，讲政治、顾大局，不得挑头煽动、发表不当言论，不得聚集上訪。在下發通知之后，如干部有串联、聚集、挑头、传播等行为要依法依规依纪严肃处理。各政府單位部門要“看好自己的門”，“管好自己的人”。
香港媒体報道稱，南京市政府下达緊急通知，要求各公安檢查站，處置事件引發的民眾上訪工作，並加大對長途巴士的檢查力度，一勸導訪民離開，並向有关部门上報。社交软件微信里的“江蘇高考群”和“南京高中家長群”也被关停。
各主要移动通信运营商都以各自的五位短号客服热线向该运营商所有南京手机用户转发了来自江苏省教育考试院的通知。
5月15日，江苏省人民政府在大门外设置围挡，網傳理由为“接交管局通知，北京西路省政府段受昨日较大人流踩踏，导致路面受损严重。自昨日深夜起临时施工，工期约20天，至6月10日左右结束，请过往车辆及行人注意。”由于结束时间恰好为高考结束时间，因此疑为阻止抗议人群集结进行抗议示威活动，被众多网民讥为掩耳盗铃。而后围挡于当日下午被撤除。另据网络流传的视频，江苏省政府的官员站在政府大楼门口喊话，但把公安人员推在前面，现场十分嘈杂。

## 媒体报道
部分中國媒體進行了自我審查，政府同时采取了一定的删帖措施，內地媒體例如鳳凰網、騰訊教育等關於各地抗議活動的報道被删。新浪微博和知乎上刊登的一些讨论被删除或屏蔽。《中国经营报》呼吁高考招生制度必须改革。
5月16日，腾讯网的“今日话题”板块以“‘不会影响录取率’，江苏湖北的家长能放心吗？”为题报道了该事件，不过未在腾讯网首页上显示，仅在进入“今日话题”板块后才能看到。而该话题网页目前已被删除。